# Quarto (moneda)

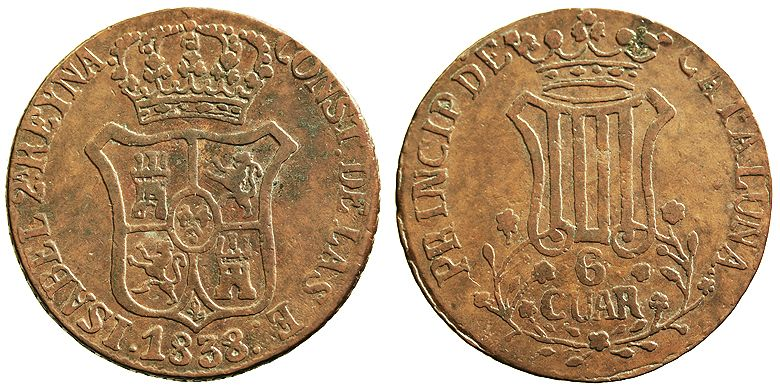
Moneda de sis quartos encunyada a la seca de Barcelona el 1838, durant la regència de Maria Cristina de Borbó, una de les darreres monedes encunyades per l'Estat espanyol a Catalunya abans de la centralització de totes les seques d'Espanya a la Fábrica Nacional de Moneda y Timbre.

El quarto (del castellà cuarto) era una antiga moneda fraccionària espanyola, de coure (billó pobre, és a dir, amb molt poca addició de plata), amb valor de quatre maravedís. Es va encunyar durant tot l'Antic Règim, entre els segles xiv i xix. Derivava d'una moneda medieval castellana, el cuartillo, creada per Enric IV de Castella.
En la comptabilitat i en tot tipus d'escrits, com a abreviatura de "quarto" s'emprava la lletra "q". L'escàs valor que tenia feia de les monedes de quarto les més utilitzades en les transaccions quotidianes. En quartos es fixaven els preus dels queviures de primera necessitat, especialment el pa, que a Madrid valia ordinàriament set quartos la lliura a mitjan segle xviii i que arribà a valdre 14/4 en temps de carestia (per exemple, en els dies previs al motí d'Esquilache de 1766).

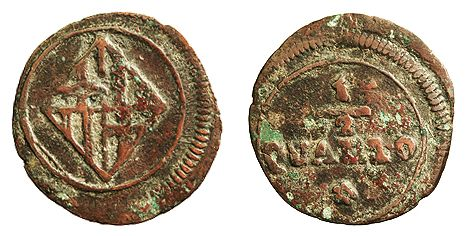
Mig quarto amb l'escut de Barcelona encunyat a l'inici del segle XIX

Durant el regnat de l'emperador Carles V es va emetre una moneda de quarto, a Granada, amb la llegenda "Juana y Carlos" (Joana la Boja, mare de Carles, era la reina "propietària"). La consignació "4 maravedís" apareix a partir del regnat de Felip II. La llegenda "1 cuarto" no es va utilitzar fins a 1808, en una moneda encunyada a Barcelona durant la Guerra del Francès (en el mateix període i lloc, s'encunyaren monedes de "4 cuartos", "2 cuartos" i " medio cuarto"). Amb les llegendes de "4 cuartos", "2 cuartos", "1 cuarto" i "medio cuarto" també se'n van encunyar a les Filipines durant el regnat d'Isabel II; amb la de "2 cuartos", a Mèxic durant el regnat de Ferran VII; de "medio cuarto", a la Guyana durant el mateix regnat; de "8 cuartos", a la Capitania General de Cuba (1741) i a Popayán, també en el mateix regnat; amb la de "6 cuartos" en va encunyar la Junta Superior del Principat de Catalunya durant la Guerra del Francès i se n'encunyaren altres a Barcelona (1823), Berga (pel pretendent carlí, 1840) i novament a Barcelona per Isabel II (entre 1836 i 1846, fins i tot durant la revolta de la Jamància).
Un ral equivalia a vuit quartos i mig.
Mig quarto era un xavo (ochavo), equivalent a quatre blanques o dos maravedís, i pesava teòricament la vuitena part d'una unça.